# Munda (Isole Salomone)
Munda è il maggior insediamento sull'isola della Nuova Georgia nella  Provincia Occidentale delle Isole Salomone e consiste in un numero di villaggi. Esso si trova sulla punta sudovest (detta Munda Point) dell'estremità occidentale dell'isola e si affaccia sull'ampia laguna di Roviana. 

## Storia
Munda Point era in origine una piantagione di palme da cocco, creata dall'inglese Norman Wheatley e di proprietà dell'australiano Lesley Gill. Durante la seconda guerra mondiale i giapponesi la occuparono e vi installarono un aerodromo che fungeva da scalo tecnico sulla rotta per Guadalcanal. Un convoglio giapponese si ancorò presso Munda Point il 24 novembre 1942 e iniziò a costruire in gran segreto la pista, nascondendo i lavori alla ricognizione aerea sotto frasche di palmizio sospese con cavi. La pista fu scoperta dai ricognitori statunitensi il 3 dicembre e il primo attacco aereo ebbe luogo il 9 dicembre, con l'impiego di fortezze volanti B-17. Tuttavia i giapponesi riuscirono ad utilizzare Munda nonostante i bombardamenti regolari, sia dall'aria che dal mare. La campagna statunitense della Nuova Georgia impiegò tutto il mese di luglio del 1943 per avanzare su Munda e catturarla il 6 agosto. La pista è ancora attiva oggi e da essa partono e arrivano voli giornalieri per e da Honiara e Gizo.
Dal 1927 al 1934 il dottor Edward Sayers lavorò nella missione metodista della Nuova Georgia ove realizzò un ospedale a Munda e condusse sul campo ricerche sul trattamento della malaria.

## Geografia
Lambete, il più grande villaggio di Munda, consiste oggi in un numero di negozi, una filiale della Banca del Sud Pacifico (BSP), un ufficio postale, un centro per telecomunicazioni, un panificio, alberghi, la pista di volo e un piccolo porto.